# Quatuor Borodine
Pour les articles homonymes, voir Borodine (homonymie).
Le Quatuor Borodine est un quatuor à cordes soviétique (puis russe) fondé en 1944 par des étudiants au Conservatoire de Moscou autour de l'altiste Rudolf Barchaï et du violoniste Rostislav Dubinsky. C'est actuellement le plus ancien quatuor à cordes encore en activité.

## Historique
L'histoire du futur Quatuor Borodine commence en 1945 quand quelques jeunes étudiants du Conservatoire de Moscou donnent des interprétations exceptionnelles de quatuors et créent le Quatuor philharmonique du Conservatoire de Moscou. Initialement constitué autour de Mstislav Rostropovitch au violoncelle, Rostislav Doubinski et Nina Barchaï aux premier et second violons et Rudolf Barchaï à l'alto, le quatuor intègre au bout de quelques semaines Valentin Berlinsky en remplacement de Rostropovitch qui le propose pour lui succéder. La formation se renomme officiellement Quatuor Borodine en 1955, en hommage à Alexandre Borodine. Rapidement ce quatuor s'imposa comme une alternative chaleureuse au jeu plus émotionnel du Quatuor Beethoven dans l'interprétation du répertoire slave.
Le quatuor s'est produit avec de nombreux partenaires dont Sviatoslav Richter, Emil Guilels, David Oïstrakh, Mstislav Rostropovitch, ou Elisso Virsaladze. Par ailleurs, il est réputé être l'héritier du « jeu de Chostakovitch » en ce sens que le compositeur l'a fait historiquement répéter, influençant ainsi partiellement son style.

## Membres actuels
- Ruben Aharonian, premier violon depuis 1996
- Sergueï Lomovsky, second violon depuis 2011
- Igor Naidin, alto depuis 1996
- Vladimir Balshin, violoncelle depuis 2007

## Membres passés
- Rudolf Barchaï, altiste de 1945 à 1953
- Nina Barshaï, second violon de 1947 à 1953
- Mstislav Rostropovich, violoncelle en 1945
- Rostislav Dubinsky, premier violon de 1945 à 1976 (sur un violon de Paolo Maggini de 1624)
- Iaroslav Alexandrov, second violon de 1953 à 1975
- Mikhail Kopelman, premier violon de 1976 à 1996 (sur un Stradivari de 1710)
- Dimitri Shebalin, alto de 1953 à 1996 (sur un alto de Lorenzo Storioni)
- Valentin Berlinsky, violoncelle de 1945 à 2007 (sur un violoncelle de Carlo Bergonzi)
- Andreï Abramenkov, second violon de 1975 à 2011 (sur un G.B. Guadagnini de 1735)[3]

## Discographie sélective
- L'intégrale des Quatuors à cordes de Dmitri Chostakovitch, Melodiya, 2012
- L'intégrale des Quatuors à cordes de Ludwig van Beethoven, Chandos, 2009
- Les Quintettes, avec piano de Antonín Dvořák avec Sviatoslav Richter, Yedang, 2001 et Melodiya, 2004
- Les deux Quatuors d'Alexandre Borodine, EMI Records, 2007